# Bielschowsky-Gesellschaft für Schielforschung und Neuroophthalmologie
Die Bielschowsky-Gesellschaft für Schielforschung und Neuroophthalmologie, benannt nach dem deutschen Augenheilkundler und Strabologen Alfred Bielschowsky, war eine medizinische Fachgesellschaft von Ärzten und Wissenschaftlern, die sich mit der Erforschung und Behandlung von Schielerkrankungen, neuroophthalmologischen Störungen wie Blicklähmungen und Nystagmus, sowie deren Auswirkungen und Folgeerscheinungen wie bspw. die Amblyopie beschäftigt. 
Im Jahr 2023 wurde die Gesellschaft in Gesellschaft für Strabologie, Neuroophthalmologie und Kinderophthalmologie umbenannt.